# سيدي حسين (بنغازي)
سيدي حسين هو حي يقع في مدينة بنغازي الليبية ويقع قرب وسط المدينة، وتوجد به عدة منشأت منها فندق تيبستي وهو أفخم فنادق المدينة وحديقة 23 يوليو وهي من أكبر الحدائق العامة في المدينة إضافة قاعة بنغازي للمؤتمرات وكلية طب الأسنان التابعة لجامعة بنغازي، ومجموعة من المدارس والبنوك.
يرجع سبب التسمية إلى ولي صالح سيدي حسين المدفون بالمقبرة التي توجد الآن تحت مدرسة بنغازي للبنات.

شارع جمال عبد الناصر وقبة الولي الصالح سيدي حسين- بنغازي 1894